# Stade Alfred Marie-Jeanne
Das Stade Alfred Marie-Jeanne ist ein Fußballstadion mit Leichtathletikanlage des französischen Überseegebietes Martinique, Kleine Antillen. Es befindet sich in der Gemeinde Rivière-Pilote. 3000 Zuschauer finden auf durchweg überdachten Rängen Platz. Es ist, nach dem Stade Pierre Aliker, dem Stade Georges Gratiant und dem Stade Louis Achille, das viertgrößte Stadion der Karibikinsel Martinique.

## Geschichte
Die Anlage wurde am 15. Dezember 2001 mit einem internationalen Leichtathletikmeeting unter dem Namen Stade Municipal En Camée offiziell eingeweiht. Vom 27. November bis 1. Dezember 2010 fanden hier Gruppenspiele der Finalrunde der Fußball-Karibikmeisterschaft 2010 statt. Am 6. August 2011 wurde das Stadion in „Stade Alfred Marie-Jeanne“ umbenannt. Alfred Marie-Jeanne ist ein 1936 in Rivière-Pilote geborener Politiker des Mouvement indépendantiste martiniquais (MIM), der 1971 bis 2000 Bürgermeister von Rivière-Pilote, 1998 bis 2010 Präsident des Regionalrates von Martinique war und der französischen Nationalversammlung angehörte.